# Joshua Pim

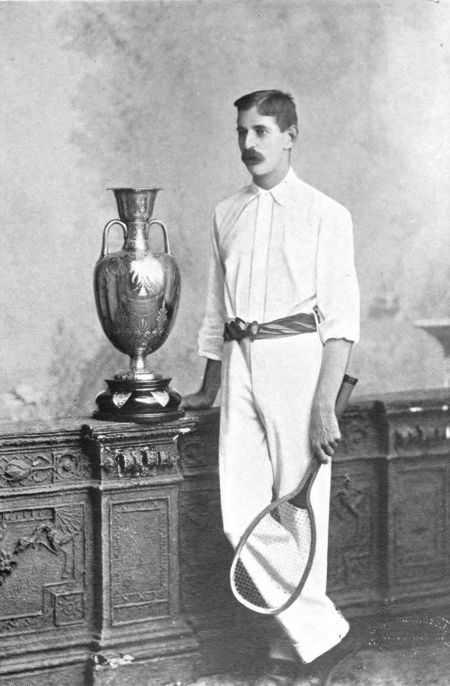
Pin en 1903

Joshua Pim (Bray, Irlanda 20 de mayo de 1869-Killiney, Irlanda, 15 de abril de 1942) fue un tenista irlandés.

## Éxitos
En 1892 perdió la final masculina individual del Campeonato de Wimbledon frente a Wilfred Baddeley. En los años 1893 y 1894 fue él quien venció a Wilfred Baddeley en la final.
En 1898 jugó la final de los Campeonatos de Alemania, que perdió frente a Harold Mahoney.